# Wuhan Airlines
Wuhan Airlines (S: 武汉航空, T: 武漢航空, P: Wǔhàn Hángkōng) fue una aerolínea con sede en Wuhan, República Popular China. Fundada en 1986, en 2003 se fusionó con China Eastern Airlines.

## Flota histórica

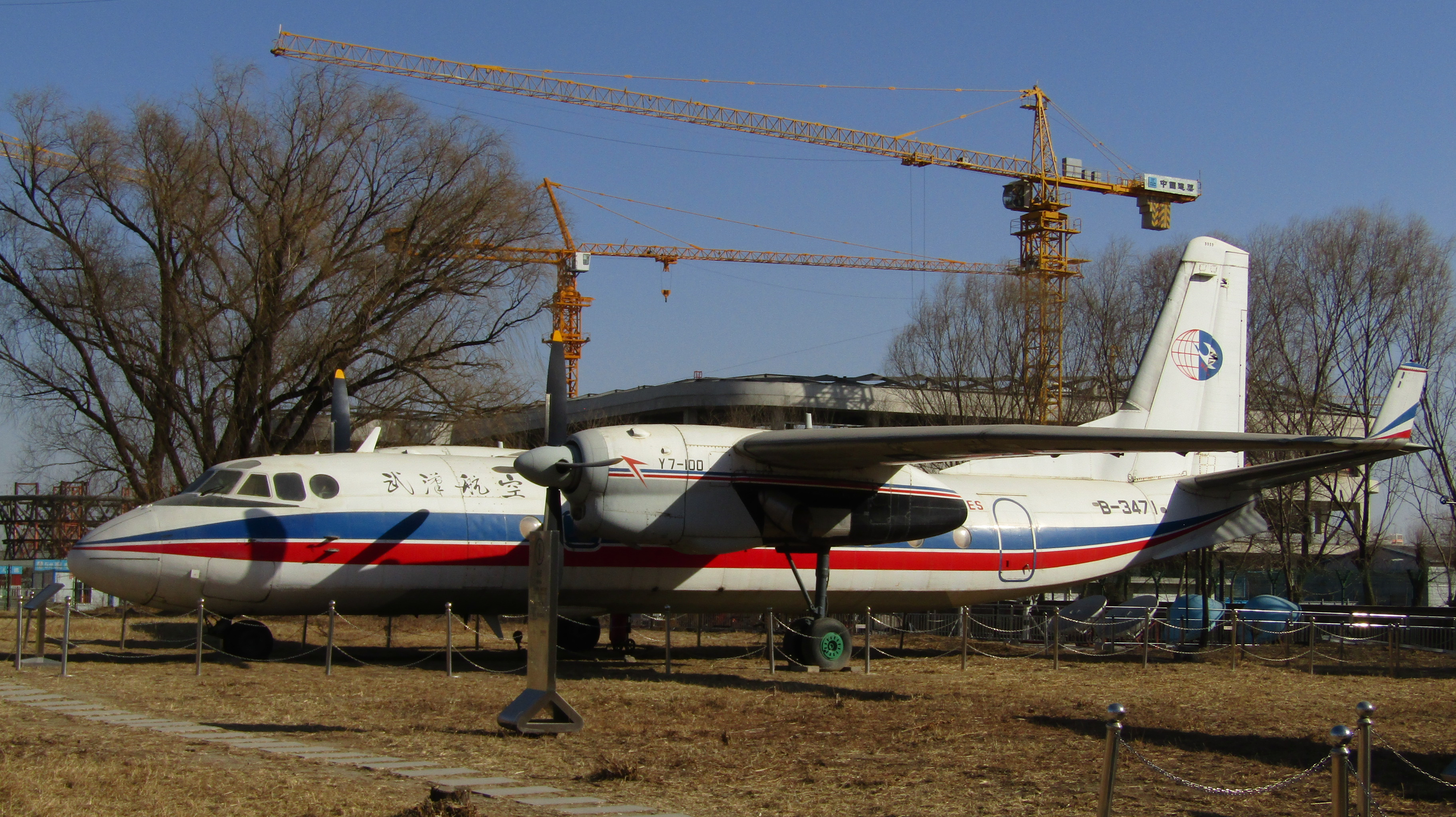
Un Xian Y-7-100 de Wuhan Airlines en el Museo de Aviación Civil de Beijing

- 4 Avia 14: Registro #: B-4209, B-4210, B-4211, B-4212 (B-4211 se estrelló cerca de Lanzhou el 8 de octubre de 1992)[3]
- 2 Boeing 737-36R, número de registro: B-2969, B-2988
- 3 Boeing 737-3Q8, número de registro: B-2918, B-2919, B-2928
- 1 Boeing 737-3S3, número de registro: B-2976
- 2 Boeing 737-86R, número de registro: B-2660, B-2665
- 5 Yunshuji Y-7, número de registro: B-3442, B-3443, B-3471, B-3472, B-3479
- 3 Xian MA60, número de registro: B-3430, B-3431, B-3432 (ahora con la librea de China Eastern Airlines)

## Accidentes e incidentes
- El 8 de octubre de 1992, el vuelo 4211 de Wuhan Airlines, un vuelo de Lanzhou a X'ian, se estrelló contra una colina producto de una falla del motor por razones desconocidas, mientras regresaba a Lanzhou, matando a 14 de los 35 personas a bordo (5 de la tripulación y 9 pasajeros).
- El 22 de junio de 2000, el vuelo 343 de Wuhan Airlines, un vuelo del Aeropuerto de Enshi Xujiaping al aeropuerto de Wuhan se vio obligado a dar vueltas durante 30 minutos debido a tormentas eléctricas. El avión finalmente se estrelló en las orillas del río Han en el distrito de Hanyang,[4] todos a bordo fallecieron (existen diferentes versiones del número de tripulantes y pasajeros). El accidente también mató a siete personas en tierra.[5][6]